# Avusy
Avusy is een gemeente en plaats in het Zwitserse kanton Genève.
Avusy telt 1253 inwoners.